# Madison (Mississipi)
Madison és una població dels Estats Units a l'estat de Mississipi. Segons el cens del 2000 tenia 16.930 habitants.

## Demografia
Segons el cens del 2000, Madison tenia 14.692 habitants, 5.189 habitatges, i 4.249 famílies. La densitat de població era de 420,8 habitants per km².
Dels 5.189 habitatges en un 48,5% hi vivien nens de menys de 18 anys, en un 73% hi vivien parelles casades, en un 7,4% dones solteres, i en un 18,1% no eren unitats familiars. En el 16,3% dels habitatges hi vivien persones soles el 5% de les quals corresponia a persones de 65 anys o més que vivien soles. El nombre mitjà de persones vivint en cada habitatge era de 2,81 i el nombre mitjà de persones que vivien en cada família era de 3,17.
Per edats la població es repartia de la següent manera: un 31,2% tenia menys de 18 anys, un 4,1% entre 18 i 24, un 35,1% entre 25 i 44, un 21,1% de 45 a 60 i un 8,5% 65 anys o més.
L'edat mediana era de 36 anys. Per cada 100 dones de 18 o més anys hi havia 88,9 homes.
La renda mediana per habitatge era de 71.266 $ i la renda mediana per família de 77.202 $. Els homes tenien una renda mediana de 54.358 $ mentre que les dones 34.081 $. La renda per capita de la població era de 29.082 $. Entorn del 2,1% de les famílies i el 2,5% de la població estaven per davall del llindar de pobresa.

## Poblacions més properes
El següent diagrama mostra les poblacions més properes.